# 点つなぎ

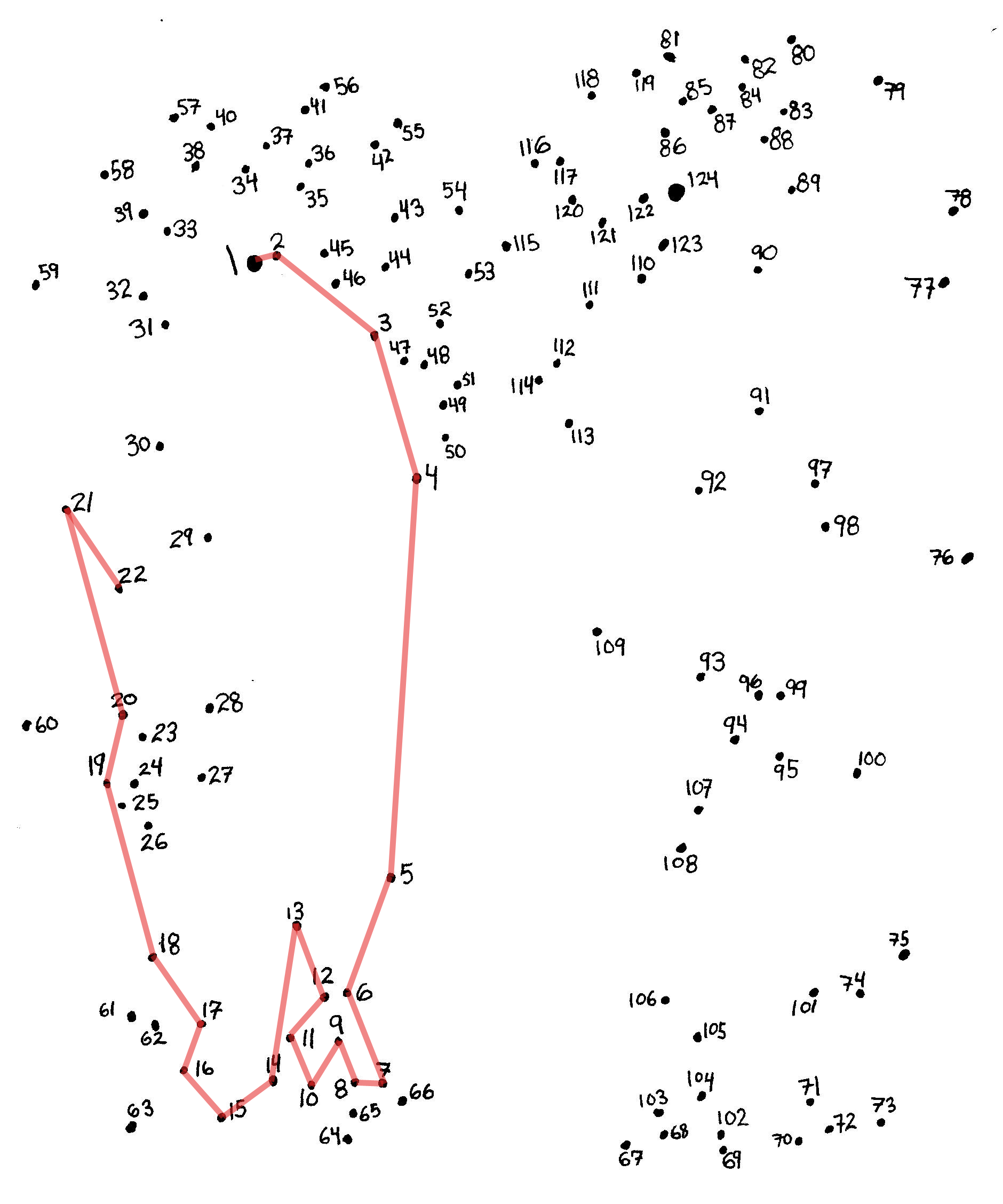
点つなぎの例

点つなぎ（てんつなぎ）は、順番通りに点と点を線でつないでいくと、最終的に絵の輪郭（または文字）が出来上がるペンシルパズルである。

## ルール・種類

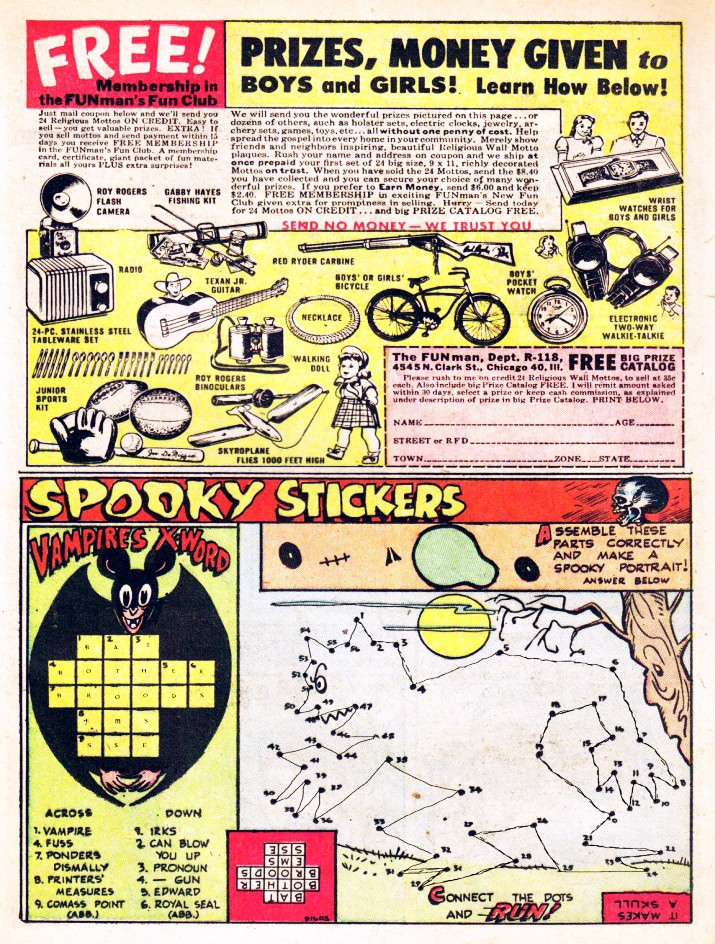
1953年のアメリカのコミック雑誌のコーナー

- 点の近くに数字（もしくはアルファベット）が振られており、数字の小さい順から点と点を直線でつないでいく。
- 多くは一筆書きになるが、段階や色を分けて、一つのパズルで複数の点つなぎを行わせるものもある。
- 最終的に何の絵であるか分かりやすくするため、あらかじめイラストの一部（例：動物の目、模様など）が描かれているものが多く、逆に絵の一部欠けているところのみを点つなぎに補わせるものもある。
- 完成後に塗り絵を行わせるものもある。

## 難易度
最終的に分かりやすい絵を浮かび上がらせるために、次につなぐ点は常に近くにあり見つけやすく、パズルとしての難易度はとても低く、どのように複雑にしても時間はかかるだけで難易度は変わりにくい。遊びながら数字やアルファベットの順を理解でき、また、運筆の練習にもなるため、幼児や小学低学年の層向けの知育教材としては非常に適している。点の数を多くしたり絵のテーマを広げたり、完成したイラストをもって他のクイズを解かせたりすることで、大人向けに懸賞付きパズル雑誌の（『パズル通信ニコリ』、『パズラー』等）刊行もされている。

## コンピュータゲーム
直接絵を描くことになるペンシルパズルであるため、タッチパネルを搭載したゲーム機やスマートフォンと相性がよく、点つなぎを扱ったゲームがいくつか発売されている。
- 不思議な点つなぎシリーズ（ニンテンドーDS(DSiウェア)、2012年、コラビエ）
- 不思議な点つなぎ3Dシリーズ（ニンテンドー3DS(ダウンロードソフト)、2016年、コラビエ）
- タッチ!カービィ（ニンテンドーDS、2005年、任天堂） - ミニゲーム「ペイントパニック」が点つなぎを応用したものになっている。
- もっと脳を鍛える大人のDSトレーニング（ニンテンドーDS、2005年、任天堂） - クイズに「点つなぎ」がある。
- えほんのたまご（アーケードゲーム、2009年、セガ） - ミニゲームに「てんつなぎゲーム」がある。

その他、スマートフォン向けアプリでは無料のものが多く配信されている。

## 点つなぎ雑誌
コスミック出版
- 点つなぎプラザ
- 点つなぎプラザスペシャル特選

笠倉出版社
- ずっしりたっぷり点つなぎ
- みんなのクチコミ点つなぎ

インテルフィン
- 家族で遊ぼう点つなぎひろば

マイナビ出版
- 点つなぎキング

晋遊舎
- とってもつなげる てんつなぎフレンズ
- てんと数字が大きい！ 漢字てんつなぎフレンズ

ニコリ
- ザ・点つなぎ
- パズル通信ニコリ